# Gillian Welch
Gillian Howard Welch (Nova Iorque, 2 de outubro de 1967) é uma cantora e compositora estadunidense. Conhecida comumente devido às colaborações com David Rawlings, foi nomeada ao Óscar 2019 na categoria de Melhor Canção Original por "When a Cowboy Trades His Spurs for Wings", do filme The Ballad of Buster Scruggs.